# Nicolas Guisnée
Nicolas Guisnée (... – Parigi, 2 settembre 1718) è stato un matematico francese noto per i suoi libri di testo.

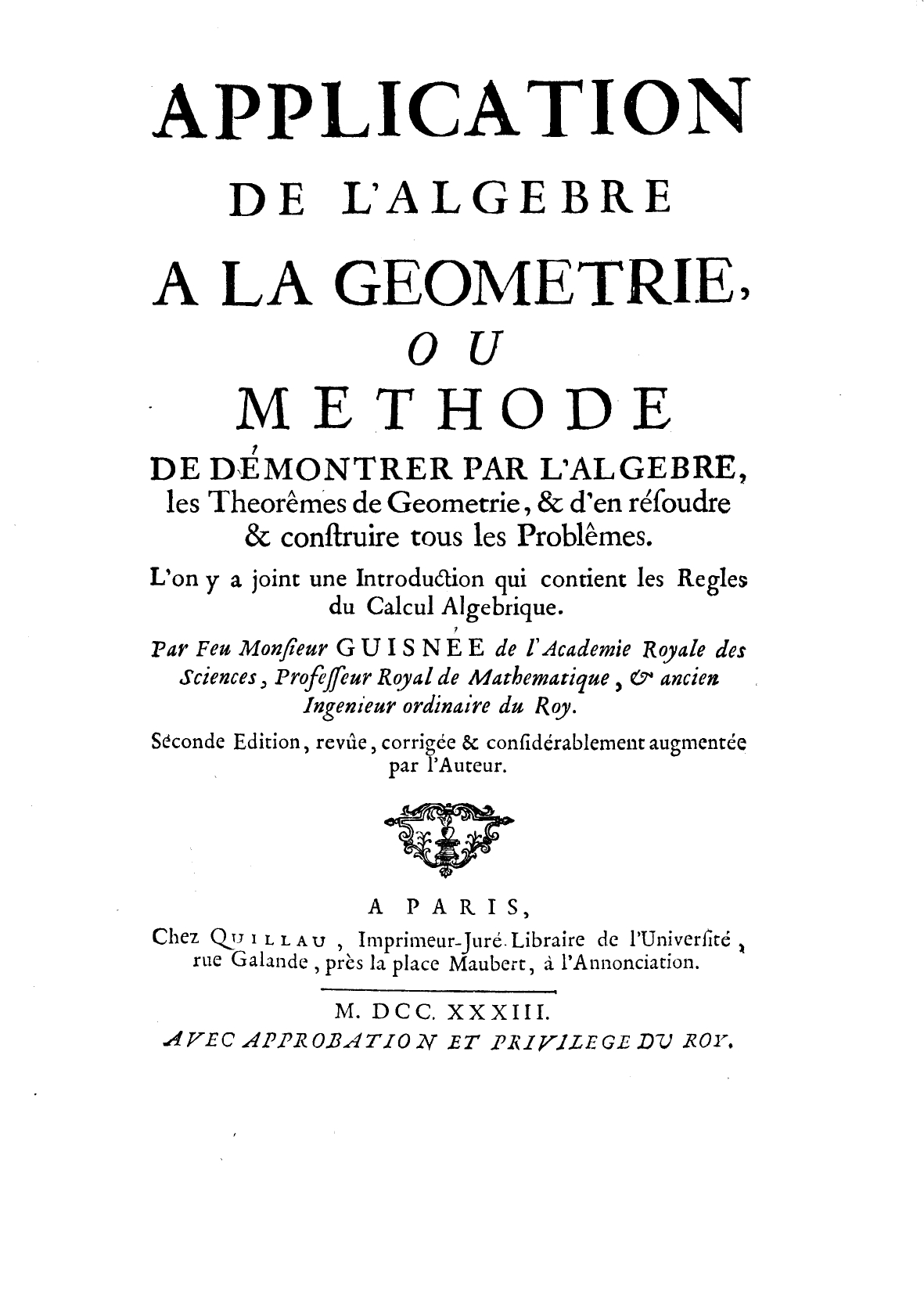
Application de l'algebre a la geometrie, 1733

Studiò con Malebranche ed era un protetto di L'Hôpital. Lavorò all'Accademia reale delle scienze e al Collège de maître Gervais.

## Opere
- (FR) Guisnée, Application de l'algebre a la geometrie, A Paris, Gabriel-François Quillau, 1733. URL consultato il 13 giugno 2015.